# Epiphanios Scholastikos
Epiphanios Scholastikos (griechisch Επιφάνιος ὁ σχολαστικός, lateinisch Epiphanius Scholasticus) war ein aus dem oströmischen Reich stammender Übersetzer des 6. Jahrhunderts.

## Leben
Epiphanios (lateinisch Epiphanius) verfasste in Italien bald nach 550 lateinische Auszüge aus den populären griechischen Kirchengeschichten des Sokrates Scholastikos, des Sozomenos und Theodorets, welche sein Freund Cassiodor anschließend in zwölf Büchern zu einer Historia tripartita vereinigte. Diese war im Mittelalter das gewöhnliche Handbuch für die ältere Kirchengeschichte. Epiphanios wurde damit zu einem der Vermittler griechischer Literatur in den lateinischsprachigen Westen. Des Weiteren übersetzte er für Cassiodor biblische Kommentare und dogmatische Briefe.